# باس (با دو كاليه)
باس، با دو كاليه (بالفرنسية: Bus, Pas-de-Calais)‏ هي بلدية تقع في إقليم باد كاليه من منطقة نور با دو كاليه في شمال فرنسا. تبلغ مساحة هذه المدينة 3.24 (كم²)، وترتفع عن سطح البحر 134 م، يبلغ عدد سكانها 116 نسمة حسب إحصاء المعهد الوطني للإحصاء والدراسات الاقتصادية سنة 2009 م. وترأس Paulette Laguillier البلدية خلال فترة (2008-2014).